# Cezary Nowicki (generał)

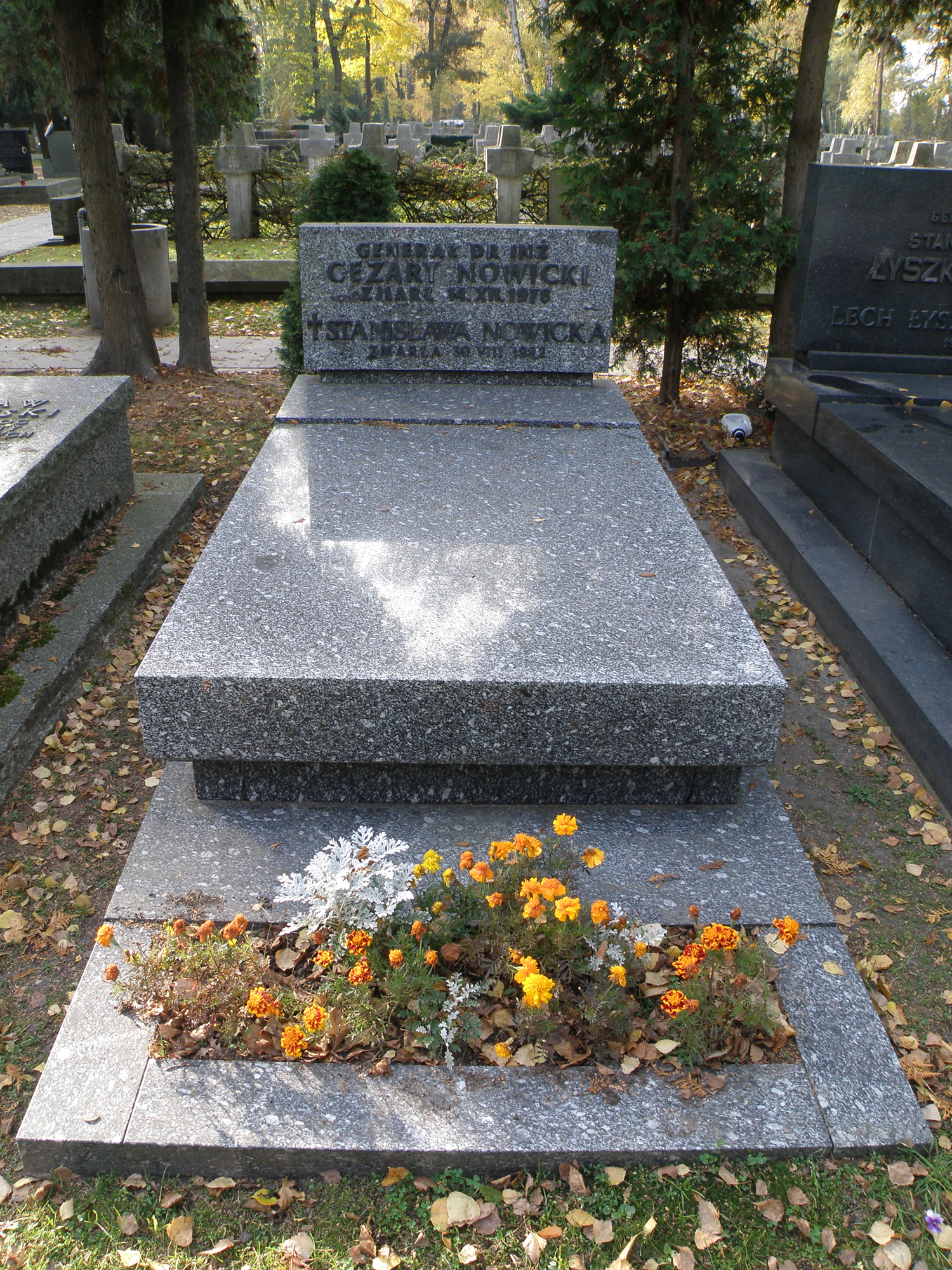
Grób Cezarego Nowickiego na Cmentarzu Wojskowym na Powązkach

Cezary Nowicki (ur. 29 czerwca 1906 w Równem, zm. 14 grudnia 1978) – generał brygady LWP, szef Służby Samochodowej MON w latach 1953–1968.

## Życiorys
Urodzony w polskiej rodzinie Stanisława (1866-1919), lekarza fabrycznego i Walerii z Czarneckich (1872-1944). W 1914-1918 ukończył 4 klasy szkoły powszechnej w Humaniu. Po odzyskaniu przez Polskę niepodległości w 1918 roku jego rodzina pozostała w ZSRR. Od 1918 pracował jako tokarz w różnych zakładach, jednocześnie w latach 1926–1930 ukończył Ogólnokształcącą Szkołę Wieczorową w Tomaszpulu. W 1930 wstąpił do WKP(b), został także przewodniczącym Rady Zakładowej cukrowni, a wkrótce potem prezesem Powiatowej Rady Związków Zawodowych w Tomaszpulu. W 1931 rozpoczął stacjonarne studia w Instytucie Inżynierów i Mechaników w Żernogradzie. Studia ukończył w 1936 uzyskując dyplom magistra inżyniera – mechanika. Po studiach pracował jako inżynier mechanik w sowchozie „Kujbyszew” w Barwinkowe, a od 1937 był pracownikiem naukowo-dydaktycznym Katedry Remontów w Instytucie Inżynierów i Mechaników w Melitopolu. Od września 1938 był dziekanem Fakultetu Mechanizacji, a od lipca 1939 docentem i zastępcą dyrektora nauk w tym instytucie. W pierwszej połowie 1941 odbył przeszkolenie wojskowe i ukończył kurs doskonalenia oficerów rezerwy awansując na stopień młodszego lejtnanta rezerwy.
Po napadzie Niemiec na ZSRR w 1941 instytut, w którym pracował, został ewakuowany do Aszchabadu. W grudniu 1941 zmobilizowany do Armii Czerwonej i wyznaczony na dowódcę plutonu w 237 pułku piechoty 69 Dywizji Piechoty na Froncie Zachodnim. Od maja 1942 zastępca dowódcy kompanii do spraw liniowych, a następnie dowódca kompanii strzeleckiej. Brał udział w walkach w rejonie Sieniawki, 5 września 1942 ranny na froncie pod Kaługą. Po zaleczeniu ran powrócił do macierzystej jednostki na stanowisko szefa zaopatrzenia wojskowo-technicznego pułku. Brał udział w walkach w rejonie Dymitrowa, gdzie w lutym 1943 został ponownie ranny w rękę. W składzie 60 Armii wziął również udział w bitwie pod Kurskiem.
1 czerwca 1943 skierowany do formowanej na terytorium ZSRR Armii Polskiej i wyznaczony na stanowisko szefa zaopatrzenia technicznego 1 pułku piechoty 1 Dywizji Piechoty im. Tadeusza Kościuszki, przeszedł szlak bojowy tego pułku od Lenino do Berlina. Rozkazem Naczelnego Dowódcy WP z 1 sierpnia 1944 awansował na kapitana służby samochodowej. Po wojnie, w listopadzie 1945 został intendentem 1 Dywizji Piechoty do spraw zaopatrzenia technicznego, a w maju 1946 szefem służby samochodowej dywizji. W listopadzie 1947 został inspektorem samochodowym Dowództwa Okręgu Wojskowego nr I w Warszawie, a w kwietniu 1948 szefem wydziału samochodowego Dowództwa tego okręgu. W 1949 uzyskał zgodę na przyjęcie obywatelstwa polskiego i pozostanie w ludowym Wojsku Polskim. W marcu 1950 został szefem wydziału organizacyjno-mobilizacyjnego Departamentu Służby Samochodowej MON, a w lipcu 1950 zastępcą szefa Departamentu Służby Samochodowej MON. Od sierpnia 1951 zastępca szefa, a od listopada 1953 szef Służby Samochodowej MON. 16 lipca 1955 awansowany na podstawie zarządzenia Prezesa Rady Ministrów na stopień generała brygady. W czerwcu 1962 Rada Naukowa Wojskowej Akademii Technicznej nadała mu stopień doktora nauk technicznych. Od października 1966 był Inspektorem ds. Służby Samochodowej w Sztabie Generalnym WP. Na podstawie rozkazu personalnego MON z 24 kwietnia 1968 został przeniesiony w stan spoczynku z dniem 9 października 1968 w związku z osiągnięciem granicy wieku w posiadanym stopniu.
Był wielokrotnie wyróżniany za kierowanie służbami samochodowymi podczas defilad i ćwiczeń wojskowych, m.in. „Wybrzeże-61” i „Podlasie-62”. Był autorem monografii „Służba Samochodowa WP”
Pochowany w Alei Zasłużonych Cmentarza Komunalnego (d. Wojskowego) na Powązkach w Warszawie (kwatera B4-tuje-3). W imieniu kierownictwa MON w pogrzebie uczestniczył m.in. wiceminister obrony narodowej – zastępca ministra do spraw ogólnych gen. broni Józef Urbanowicz.

## Awanse
W trakcie służby w Armii Czerwonej i ludowym Wojsku Polskim otrzymywał awanse na kolejne stopnie wojskowe:
- młodszy lejtnant rezerwy Armii Czerwonej – 1941
- podporucznik Armii Czerwonej – 1942
- porucznik Armii Czerwonej – 1943
- kapitan WP – 1 sierpnia 1944
- major intendentury WP – 16 lipca 1946
- podpułkownik WP – 23 grudnia 1949
- pułkownik WP – 30 marca 1951
- generał brygady WP – 16 lipca 1955

## Życie prywatne
Mieszkał w Warszawie. Od 1951 żonaty, żona Stanisława Nowicka z domu Kolińska (1913-1992), z zawodu księgowa

## Odznaczenia
- Order Sztandaru Pracy II klasy (1963)
- Krzyż Oficerski Orderu Odrodzenia Polski (1954)
- Krzyż Walecznych (1945)
- Złoty Krzyż Zasługi (1952)
- Srebrny Krzyż Zasługi (1946)
- Srebrny Medal „Zasłużonym na Polu Chwały” (1945)
- Medal za Warszawę 1939–1945 (1945)
- Medal za Odrę, Nysę, Bałtyk (1946)
- Medal „Za udział w walkach o Berlin” (1966)
- Medal 10-lecia Polski Ludowej
- Medal 30-lecia Polski Ludowej
- Złoty Medal „Siły Zbrojne w Służbie Ojczyzny” (1958)
- Srebrny Medal Siły Zbrojne w Służbie Ojczyzny
- Brązowy Medal Siły Zbrojne w Służbie Ojczyzny
- Złoty Medal „Za zasługi dla obronności kraju” (1973)
- Brązowy Medal Za zasługi dla obronności kraju
- Order Czerwonej Gwiazdy (1947, ZSRR)
- Medal „Za Odwagę” (ZSRR)
- Medal jubileuszowy „Dwudziestolecia zwycięstwa w Wielkiej Wojnie Ojczyźnianej 1941–1945” (ZSRR)
- Medal jubileuszowy „Trzydziestolecia zwycięstwa w Wielkiej Wojnie Ojczyźnianej 1941–1945” (ZSRR)